# Rivendel
Rivendel (originalmente, Rivendell) es un lugar ficticio del legendarium del escritor británico J. R. R. Tolkien, que aparece en las novelas El hobbit y El Señor de los Anillos. Es la casa de Elrond, el medio elfo, habitada por Elfos al oeste del Bosque Negro.

## Ubicación
Rivendel se encuentra en la región de Eriador, cerca del Bosque de los Trolls, en el borde de un desfiladero del río Bruinen, oculto en los páramos y colinas de las Montañas Nubladas.

## Historia
En el año 1697 de la Segunda Edad del Sol, tras la Guerra de Sauron y los Elfos, Elrond huyó de Eregion con lo que quedaba de los Gwaith-i-Mírdain. Mientras que casi todo el reino de los Herreros elfos de Eriador era destruido, los Altos Elfos que sobrevivieron construyeron el refugio de Rivendel (en élfico Imladris, valle estrecho) en un aislado y escarpado valle en la parte más oriental de Eriador, a los pies de las Montañas Nubladas, en el ángulo de tierra entre los ríos Fontegrís y Sonorona.
Aquí se ocultaba la Gran Casa de Elrond. Considerada como la última Casa acogedora al este del Mar, era una casa de sabiduría y grandes conocimientos, y un refugio para los Elfos y hombres de buena voluntad. Aquí los Dúnedain eran acogidos en su infancia y su vejez cuando se convirtieron en un pueblo errante. Aquí encontró refugio Bilbo Bolsón en sus últimos años, y Aragorn se educó aquí en su juventud. En la Guerra del Anillo, la Compañía del Anillo fue acogida en la casa de Elrond, y aquí se tomaron las decisiones que acabarían con Sauron. 
La casa y el valle estaban protegidos por encantamientos élficos (los cuales no eran más que el actuante poder del anillo que Elrond tenía bajo su tutela, Vilya), que hacían que los ríos se alzaran y rechazaran a los invasores, aunque su principal poder era la curación y la conservación. Por eso, era un santuario donde uno era curado de las fatigas corporales y espirituales. Se decía que sobre él, las estrellas eran más brillantes. Rivendel sobrevivió a todas las guerras de la Segunda y la Tercera Edad del Sol. Tras la Guerra del Anillo, Elrond abandonó Rivendel rumbo a las Tierras Imperecederas, pero sus hijos Elrohir y Elladan se quedaron allí junto a muchos otros elfos (también Celeborn se retiró allí luego de la partida de Galadriel) hasta que, en la Cuarta Edad del Sol, zarpó el último barco élfico desde los Puertos Grises.
- Datos: Q218562